# Samassa Adolf
Gesztőczi Samassa Adolf (Aranyosmarót, 1867. április 13. – Abbázia, 1929. január 31.) magyar jogász, belügyminiszter.

## Élete
Samassa Adolf és Stechner Paulina gyermeke. A magyar fővárosban hallgatott jogot, 1890-ben került a Belügyminisztériumhoz. 1918 novemberében belügyi államtitkári kinevezést kapott, később az első Friedrich-kormány belügyminisztere volt 1919. augusztus 7-e és 15-e között. A Huszár Károly által vezetett kormány létrejöttét követően az aktív politizálástól visszavonult. 1929-ben halt meg. Felesége Désy Annie volt.